# Валлан-Сен-Жорж
Валла́н-Сен-Жорж (фр. Vallant-Saint-Georges) — коммуна во Франции, находится в регионе Шампань — Арденны. Департамент — Об. Входит в состав кантона Мери-сюр-Сен. Округ коммуны — Ножан-сюр-Сен.
Код INSEE коммуны — 10392.
Коммуна расположена приблизительно в 125 км к востоку от Парижа, в 65 км юго-западнее Шалон-ан-Шампани, в 23 км к северо-западу от Труа.

## Население
Население коммуны на 2008 год составляло 384 человека.
| 1962 | 1968 | 1975 | 1982 | 1990 | 1999 | 2008 |
| ---- | ---- | ---- | ---- | ---- | ---- | ---- |
| 405  | 418  | 406  | 407  | 378  | 354  | 384  |

## Экономика

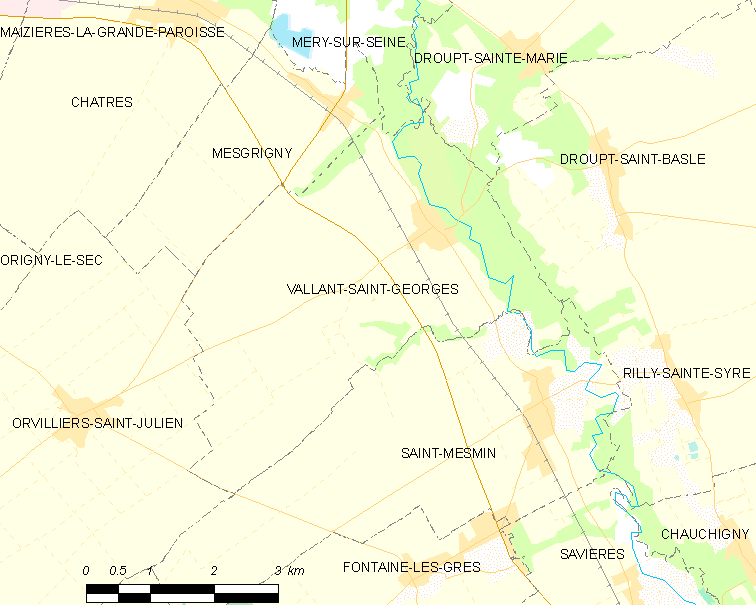
Карта коммуны

В 2007 году среди 226 человек в трудоспособном возрасте (15—64 лет) 166 были экономически активными, 60 — неактивными (показатель активности — 73,5 %, в 1999 году было 72,5 %). Из 166 активных работали 154 человека (80 мужчин и 74 женщины), безработных было 12 (6 мужчин и 6 женщин). Среди 60 неактивных 14 человек были учениками или студентами, 36 — пенсионерами, 10 были неактивными по другим причинам.

## Достопримечательности
- Церковь Сен-Жюльен (XII век). Памятник истории с 1993 года[3].